# 안테나의 음반
이 문서는 안테나 뮤직에서 발표한 음반의 목록이다.

## 음반 목록

### 토이
- 1994년 토이 1집
- 1996년 토이 2집
- 1997년 토이 3집
- 1998년 토이 4집
- 2001년 토이 5집
- 2001년 토이 Live Album
- 2007년 토이 6집
- 2014년 토이 7집

### 김연우
- 1998년 김연우 1집
- 2004년 김연우 2집
- 2006년 김연우 3집

### 유희열
- 1999년 유희열 삽화집
- 2008년 유희열 소품집
- 2014년 유희열 Digital Single Album - 엄마의 바다
- 2019년 [Vol.15] 유희열의 스케치북 10주년 프로젝트 : 스페셜 목소리 `유스케 X 유희열`
- 2020년 [Vol.79] 유희열의 스케치북 10주년 프로젝트 : 스페셜 목소리 `유스케 X 이적, 유희열, 윤종신, 10cm, 잔나비, 마마무, 정승환`[1]

### 정재형
- 1999년 정재형 1집
- 2002년 정재형 2집
- 2002년 정재형 - 중독 OST[2]
- 2005년 정재형 - 오로라 공주 OST
- 2006년 정재형 - Mr. 로빈 꼬시기 OST
- 2007년 정재형 - 지금 사랑하는 사람과 살고 있습니까? OST
- 2008년 정재형 3집
- 2008년 정재형 - 오프더레코드 효리 OST
- 2009년 정재형 Piano Album
- 2010년 정재형 Piano Album
- 2010년 정재형 - 쩨쩨한 로맨스 OST
- 2019년 정재형 4집
- 2021년 정재형 Digital Single Album
- 2021년 정재형 Digital Single Album

### 박새별
- 2008년 박새별 Mini Album
- 2010년 박새별 1집
- 2013년 박새별 2집
- 2015년 박새별 Digital Single Album[3]
- 2019년 왜그래 풍상씨 OST
- 2019년 박새별 3집
- 2021년 박새별 Digital Single Album[4]
- 2021년 박새별 Digital Single Album[5]
- 2023년 박새별 Mini Album

### 루시드 폴
- 2001년 루시드 폴 1집
- 2005년 루시드 폴 2집
- 2007년 루시드 폴 3집
- 2007년 The Night Of Songs
- 2009년 루시드 폴 4집
- 2011년 루시드 폴 5집
- 2013년 루시드 폴 6집
- 2015년 루시드 폴 7집
- 2017년 루시드 폴 8집
- 2019년 루시드 폴 9집
- 2021년 루시드 폴 Single Album
- 2021년 루시드 폴 Single Album
- 2022년 루시드 폴 10집
- 2023년 루시드 폴 Mini Album

### 페퍼톤스
- 2004년 페퍼톤스 EP Album
- 2005년 페퍼톤스 Digital Single Album
- 2005년 페퍼톤스 1집
- 2008년 페퍼톤스 2집
- 2008년 페퍼톤스 Digital Single Album
- 2009년 페퍼톤스 3집
- 2012년 페퍼톤스 4집
- 2012년 페퍼톤스 EP Album
- 2013년 페퍼톤스 Digital Single Album
- 2014년 페퍼톤스 5집
- 2016년 페퍼톤스 Live Album
- 2016년 페퍼톤스 Digital Single Album
- 2018년 페퍼톤스 6집
- 2019년 초면에 사랑합니다 OST
- 2021년 [Vol.93] 유희열의 스케치북 예순 번째 목소리 `유스케 X 페퍼톤스`
- 2021년 [Vol.94] 유희열의 스케치북 예순 번째 목소리 `유스케 X 페퍼톤스`
- 2021년 페퍼톤스 Digital Single Album
- 2022년 페퍼톤스 7집
- 2022년 치얼업 OST
- 2022년 치얼업 OST
- 2022년 치얼업 OST
- 2023년 페퍼톤스 Digital Single Album
- 2024년 페퍼톤스 Special Album
- 2025년 페퍼톤스 Digital Single Album[6]

### 디어 클라우드
- 2007년 디어 클라우드 1집

### 권진아
- 2014년 권진아 - 너희들은 포위됐다 OST
- 2015년 권진아 Digital Single Album[7]
- 2016년 권진아 & 샘김 Digital Single Album
- 2016년 권진아 1집
- 2016년 권진아 - 질투의 화신 OST
- 2016년 권진아 Digital Single Album[8]
- 2017년 권진아 & 샘김 & 이진아 Digital Single Album
- 2017년 권진아 Digital Single Album
- 2018년 권진아 - 이런 꽃 같은 엔딩 OST
- 2018년 권진아 Digital Single Album
- 2019년 권진아 Digital Single Album
- 2019년 권진아 - 멜로가 체질 OST
- 2019년 권진아 2집
- 2019년 권진아 Digital Single Album[9]
- 2020년 권진아 Digital Single Album[10]
- 2020년 권진아 - 슬기로운 의사생활 OST
- 2020년 권진아 Digital Single Album
- 2020년 권진아 Digital Single Album
- 2020년 권진아 - 오 마이 베이비 OST
- 2020년 권진아 - 테일즈런너 OST
- 2020년 권진아 Digital Single Album[11]
- 2020년 권진아 Mini Album
- 2021년 권진아 & 적재 Digital Single Album
- 2021년 권진아 Digital Single Album[12]
- 2021년 권진아 Digital Single Album
- 2021년 권진아 Digital Single Album
- 2021년 권진아 Digital Single Album
- 2021년 권진아 Digital Single Album
- 2021년 권진아 Digital Single Album
- 2021년 권진아 - 우수무당 가두심 OST
- 2021년 샘김 & 적재 & 권진아 Digital Single Album
- 2022년 권진아 Digital Single Album
- 2022년 권진아 Digital Single Album
- 2022년 권진아 Digital Single Album
- 2022년 권진아 - 치얼업 OST
- 2023년 권진아 - 메이플스토리m OST
- 2023년 권진아 - 대행사 OST
- 2023년 권진아 Mini Album
- 2023년 권진아 Digital Single Album
- 2023년 권진아 Digital Single Album
- 2023년 권진아 Digital Single Album
- 2024년 권진아 - 세작, 매혹된 자들 OST
- 2024년 권진아 Digital Single Album

### 정승환
- 2015년 정승환 - 너를 사랑한 시간 OST
- 2015년 정승환 Digital Single Album[13]
- 2015년 정승환 Digital Single Album[14]
- 2016년 정승환 - 또 오해영 OST
- 2016년 정승환 - 달의 연인 - 보보경심 려 OST
- 2016년 정승환 EP Album[15]
- 2017년 정승환 Digital Single Album[16]
- 2018년 정승환 Digital SIngle Album[17]
- 2018년 정승환 1집
- 2018년 나의 아저씨 OST
- 2018년 정승환 Digital Single Album[18]
- 2018년 정승환 - 라이프 OST
- 2018년 정승환 Digital Single Album[19]
- 2019년 정승환 Digital Single Album[20]
- 2019년 정승환 Digital Single Album[21]
- 2019년 정승환 Digital Single Album[22]
- 2019년 정승환 EP Album
- 2019년 정승환 - 나의 나라 OST[23]
- 2019년 정승환 Digital Single Album
- 2019년 정승환 Digital Single Album
- 2020년 정승환 Digital Single Album[24]
- 2020년 정승환 Digital Single Album[25]
- 2020년 정승환 Digital Single Album
- 2020년 정승환 - 하이에나 OST
- 2020년 정승환 Digital Single Album
- 2020년 정승환 Digital Single Album
- 2020년 정승환 - 스타트업 OST
- 2020년 정승환 Digital Single Album
- 2020년 [Vol.79] 유희열의 스케치북 10주년 프로젝트 : 스페셜 목소리 `유스케 X 이적, 유희열, 윤종신, 10cm, 잔나비, 마마무, 정승환`[26]
- 2021년 정승환 EP Album
- 2021년 정승환 Digital Single Album[27]
- 2021년 정승환 Digital Single Album
- 2021년 정승환 Digital Single Album
- 2021년 정승환 Digital Single Album[28]
- 2021년 정승환 Digital Single Album[29]
- 2021년 정승환 - 유미의 세포들 OST
- 2021년 정승환 - 지금, 헤어지는 중입니다 OST
- 2021년 정승환 Digital Single Album
- 2022년 정승환 Digital Single Album
- 2022년 정승환 Digital Single Album
- 2022년 정승환 Digital Single Album
- 2022년 정승환 Digital Single Album[30]
- 2022년 정승환 Digital Single Album
- 2023년 정승환 Digital Single Album
- 2023년 정승환 - 닥터 차정숙 OST
- 2023년 정승환 Digital Single Album
- 2023년 정승환 Digital Single Album
- 2023년 정승환 - 킹더랜드 OST
- 2023년 정승환 Digital Single Album
- 2023년 정승환 Digital Single Album[31]
- 2023년 정승환 - 무인도의 디바 OST
- 2025년 정승환 - 모텔 캘리포니아 OST
- 2025년 정승환 - 바니와 오빠들 OST

### 이진아
- 2015년 이진아 Digital Single Album
- 2015년 이진아 Digital Single Album[32]
- 2016년 이진아 Digital Single Album
- 2016년 이진아 Digital Single Album[33]
- 2016년 이진아 Digital Single Album[34]
- 2016년 이진아 - 역도요정 김복주 OST
- 2017년 권진아 & 샘김 & 이진아 Digital Single Album
- 2017년 이진아 Mini Album
- 2018년 이진아 2집
- 2018년 이진아 Digital Single Album
- 2019년 이진아 Digital Single Album
- 2019년 이진아 Digital Single Album
- 2019년 이진아 Digital Single Album
- 2019년 이진아 Digital Single Album
- 2019년 이진아 Digital Single Album
- 2019년 이진아 Digital Single Album
- 2019년 [Vol.39] 유희열의 스케치북 10주년 프로젝트 : 스페셜 목소리 `유스케 X 이진아`
- 2019년 이진아 Digital Single Album
- 2019년 이진아 Digital Single Album
- 2020년 이진아 - 야식남녀 OST
- 2020년 이진아 Digital Single Album
- 2020년 이진아 Mini Album
- 2021년 이진아 - 아이들은 즐겁다 OST
- 2022년 이진아 Digital Single Album
- 2023년 이진아 3집
- 2023년 이진아 Digital Single Album[35]
- 2024년 이진아 Digital Single Album[36]

### 샘김
- 2016년 샘김 Single Album
- 2016년 샘김 Mini Album
- 2016년 권진아 & 샘김 Digital Single Album
- 2016년 권진아 & 샘김 Digital Single Album
- 2016년 샘김 - 쓸쓸하고 찬란하神 - 도깨비 OST
- 2017년 샘김 Digital Single Album[37]
- 2017년 권진아 & 샘김 & 이진아 Digital Single Album
- 2018년 샘김 Mini Album
- 2018년 샘김 1집
- 2018년 샘김 Digital Single Album
- 2019년 샘김 Digital Single Album
- 2020년 샘김 Digital Single Album[38]
- 2020년 샘김 - 사이코지만 괜찮아 OST
- 2021년 샘김 Digital Single Album
- 2021년 샘김 Digital Single Album
- 2021년 샘김 - 알고있지만, OST
- 2021년 샘김 & 적재 & 권진아 Digital Single Album
- 2021년 [Vol.118] 유희열의 스케치북 일흔 여덟 번째 목소리 `유스케 X 샘김`
- 2021년 [Vol.119] 유희열의 스케치북 일흔 여덟 번째 목소리 `유스케 X 샘김`
- 2022년 샘김 - 그 해 우리는 OST
- 2022년 샘김 - 클리닝 업 OST
- 2022년 샘김 Digital Single Album[39]
- 2022년 샘김 - 치얼업 OST
- 2023년 샘김 - 마이데몬 OST

### 이수정
- 2019년 이수정 - 단, 하나의 사랑 OST
- 2019년 이수정 Single Album
- 2020년 이수정 Single Album
- 2021년 이수정 Digital Single Album

### 적재
- 2020년 적재 Digital Single Album
- 2020년 적재 - 18 어게인 OST
- 2020년 적재 Digital Single Album
- 2020년 적재 Mini Album
- 2020년 적재 Digital Single Album[40]
- 2021년 권진아 & 적재 Digital Single Album
- 2021년 적재 Digital Single Album
- 2021년 적재 - 알고있지만, OST
- 2021년 적재 Digital Single Album
- 2021년 샘김 & 적재 & 권진아 Digital Single Album
- 2021년 적재 - 지리산 OST
- 2022년 적재 Digital Single Album
- 2022년 적재 Digital Single Album
- 2022년 적재 2집
- 2022년 적재 Digital Single Album
- 2023년 적재 Digital Single Album[41]
- 2023년 적재 Digital Single Album
- 2023년 적재 - 결혼과 이혼 사이 2 OST[42]
- 2023년 적재 - 하루 한방울 OST[43]

### 더 블랭크 숍
- 2020년 더 블랭크 숍 1집
- 2021년 소울 OST[44]
- 2021년 윤석철 Digital Single Album
- 2022년 윤석철트리오 Mini Album
- 2022년 윤석철 Digital Single Album[45]
- 2022년 타다: 대한민국 스타트업의 초상 OST
- 2023년 윤석철 & 세진 EP Album[46]

### 이미주
- 2022년 이미주 - 치얼업 OST
- 2023년 이미주 Single Album
- 2023년 이미주 - 소용없어 거짓말 OST
- 2023년 이미주 Digital Single Album

### 이효리
- 2023년 이효리 - 댄스가수 유랑단 OST[47]
- 2023년 이효리 Single Album
- 2024년 이효리 Digital Single Album

### 드류보이
- 2023년 드류보이 Digital Single Album
- 2023년 드류보이 Digital Single Album
- 2023년 드류보이 Digital Single Album
- 2023년 드류보이 Digital Single Album

### 규현
- 2024년 규현 EP Album
- 2024년 규현 1집

### 이상순
- 2024년 이상순 Digital Single Album

### 드래곤 포니
- 2024년 드래곤 포니 EP Album
- 2025년 드래곤 포니 EP Album
- 2025년 드래곤 포니 - 바니와 오빠들 OST
- 2025년 드래곤 포니 Digital Single Album

### 안테나 뮤직
- 2011년 안테나 뮤직 Warrious Live Album
- 2020년 안테나 뮤직 Digital Single Album
- 2020년 안테나 뮤직 Digital Single Album
- 2021년 안테나 뮤직 Digital Single Album
- 2021년 안테나 뮤직 Digital Single Album